# PBA Bowling
PBA Bowling (PBA Quilles pour la version canadienne francophone) est un jeu vidéo de bowling développé et publié par Mattel Electronics en 1981 pour la console Intellivision sous licence de la Professional Bowlers Association (en). Il a également été publié sous le nom Bowling notamment dans sa version Sears.

## Système de jeu

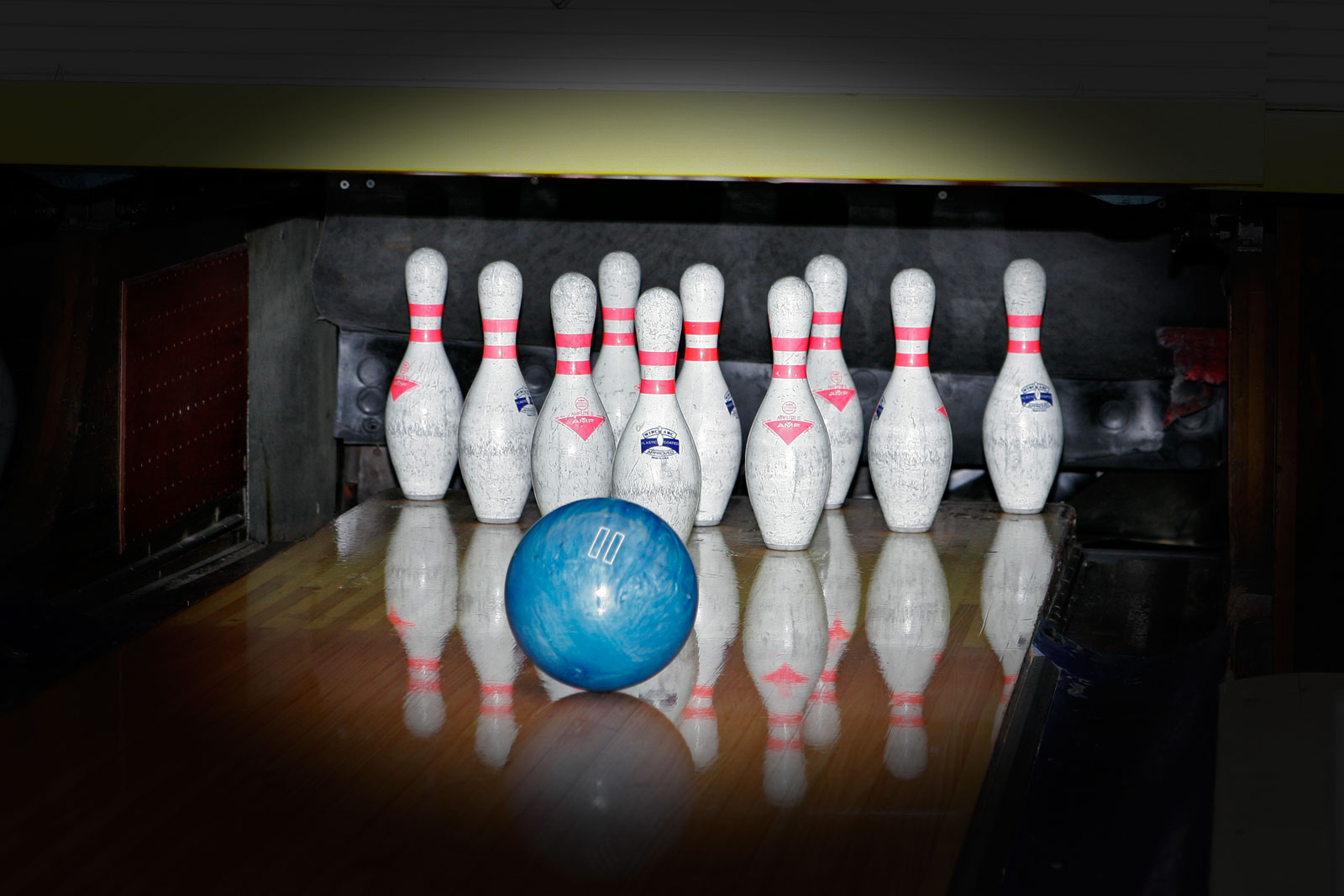
Boule de bowling sur le point de renverser les quilles.

PBA Bowling propose une simulation de bowling, selon les règles classiques en 10 carreaux (frames). Après avoir sélectionné le nombre de joueurs (jusqu'à 4) et le niveau d'huilage de la piste (influant sur la vitesse de la boule), chacun choisit le poids de sa boule (de 7 à 16 livres) et sa main directrice. Les joueurs s'affrontent ensuite à tour de rôle pour réaliser le meilleur score sur un maximum de 300 points.
Le jeu propose également un mode « pick-up spares » permettant de s'entraîner au deuxième lancer pour réaliser une réserve (spare) sur une série 32 combinaisons de quilles aléatoires. Dans ce mode, le score maximal est de 75 points, et l'atteindre déclenchera une fanfare inspirée de Tchaïkovski.

## Développement
Il s'agit du tout premier jeu Intellivision développé en interne par Mattel Electronics, durant l'année 1980, marquant ainsi le début de l'équipe qui deviendra les Blue Sky Rangers. Toutefois, Mattel ne disposant pas encore de tous les outils de développement nécessaires, les deux programmeurs, Mike Minkoff et Rick Levine, utiliseront régulièrement les équipements de APh Technological Consulting dans ses locaux à Pasadena. Minkoff confiera que c'est Levine qui a inspiré la plupart des détails réalistes du jeu. Celui-ci, joueur passionné de bowling, avait déjà assuré la programmation du jeu électronique de poche Bowling.

## Accueil
À sa sortie, Walter Lowe Jr. lui donne la note de 3,5 sur 5, faisant l'éloge de son « réalisme », son « défi intellectuel » comparé aux précédentes simulations de bowling, et ses « surprenants bons effets visuels ». Dans Electronic Games, Bill Kunkel et Frank Laney Jr. (en) soulignent qu'« il n'y a pas de cartouche de bowling aussi agréable que celle-ci » avant de lui décerner, quelques mois plus tard, un Certificate of Merit pour le classement du Meilleur jeu vidéo multi-joueurs des 1983 Arcade Awards (à égalité avec Conquest of the World, derrière le lauréat The Incredible Wizard). Ken Uston souligne lui aussi l'aspect « réaliste » de ce jeu « intrigant » et ses « meilleurs graphismes de tous les jeux vidéo de bowling ».
Selon Brett Weiss, PBA Bowling est lors de sa sortie « en avance sur son temps en termes de fonctionnalités authentiques et de présentation de style télévisé », au point soutenir la comparaison face à des jeux de bowling plus récents comme Championship Bowling (1993), et son lot d'options, ou Wii Sports (2016) qui donne la sensation de donner physiquement le mouvement de rotation à la boule.

## Héritage
En 1986, INTV annonçait travailler sur une reprise améliorée de Bowling dans le cadre de sa gamme de jeux sportifs Super Pro, mais cette version ne vit jamais le jour.
Bowling est présent, émulé, dans la compilation Intellivision Lives! (en) sortie sur diverses plateformes.
Bowling fait partie des jeux intégrés dans la console Intellivision Flashback, sortie en 2014.
Un remake est annoncé sur la future console Amico.